# Anato
Anato je narandžasto-crveni začin i prehrambena boja koja se dobija iz semena biljke urukum (ačiot) (Bixa orellana). Koristi se za bojenje npr. sireva i mlečnih proizvoda u žuto ili narandžasto, ali ponekad se dodaje i zbog mirisa, koji se opisuje kao orašast, pomalo nalik muškatnom oraščiću i ljutkast.
Boja anatoa potiče od Karotenkarotinskih pigmenata, uglavnom su to biksin i norbiksin. Oni se nalaze u crvenom, vosku nalik sloju na semenu. Začin anato se tipično dobija tako što se seme samelje ili pretvori u pastu. Drugi način je da se pigment i aroma izdvoje pomoću vrele vode, ulja ili masnoće, pa se potom oni dodaju u hranu.
Anato se smatra za prirodnu alternativu sintetičkim bojama za hranu, a američka FDA ga ubraja u prirodne boje za hranu koje nije neophodno sertifikovati.

## Literatura
- This article incorporates text from a publication now in the public domain: Ward, Artemas (1911). The Grocer's Encyclopedia. Недостаје или је празан параметар |title= (помоћ)
- Allsop, Michael; Heal, Carolyn (1983). Cooking With Spices. Vermont, USA: David & Charles.
- Lauro, Gabriel J.; Francis, F. Jack (2000). Natural Food Colorants Science and Technology. IFT Basic Symposium Series. New York: Marcel Dekker.
- Lust, John (1984). The Herb Book. New York: Bantam Books.
- Rosengarten Jr., F. (1969). The Book of Spices. Pennsylvania, USA: Livingston Publishing Co.

## Spoljašnje veze
- Major Colorants and Dyestuffs Entering International Trade, Annatto Seed and Its Extracts Архивирано на веб-сајту  (8. фебруар 2019) from the UN's Food and Agriculture Organization